# Pisang Ambon
Pisang Ambon är en klargrön likör (med alkoholhalt 17%) som tillverkas av Lucas Bols B.V i Nederländerna. Den har smak av frukt och örter, framför allt banan, och receptet utgår från en gammal indonesisk likörsort.
Pisang är det indonesiska ordet för banan och Ambon är en indonesisk ö.